# ROADM
ROADM(Re-configurable Optical Add-Drop Multiplexer, 로드엠)은 차세대 광통신 기술로 전화국사 내에 새로운 광통신 회선이 추가되거나 삭제될 때 기술자가 직접 이를 조정해야 하는 OADM(광분기)의 단점을 개선한 광전송 기술이다. 소프트웨어만으로 망 설정과 회선 조절이 가능하다. 원격으로 네트워크 재구성이 가능하기 때문에 유지보수 비용을 절감할 수 있고, 신규 애플리케이션을 신속하게 반영할 수 있는 것이 특징이다.